# 索德姆 (肯塔基州)
索德姆（英語：Sodom）是位於美國肯塔基州伍德福德縣的一個鬼鎮。

## 地理
索德姆所處的海拔為高於海平面245米（即804英呎），而該地所採用的時區為UTC-5，即北美東部時區（EST）。同時該地設有夏令時間，為UTC-5調快一小時，即UTC-4（EDT）。